# Patrick Dupa
Patrick Dupa, né le 18 mars 1956 à Chantilly, est un footballeur français. Il a évolué au poste d'attaquant durant les années 1970.

## Palmarès
- Vainqueur de la Coupe du Centre-Ouest en 1982 avec l'Entente sportive La Rochelle